# Vinod Khanna
Vinod Khanna (ur. 6 października 1946 w Peszawarze, zm. 27 kwietnia 2017 w Mumbaju) – bollywoodzki aktor, producent filmowy i polityk z Indyjskiej Partii Ludowej, poseł do parlamentu Indii. Żona: Kavita. Trzech synów (m.in. Akshaye Khanna i Rahul Khanna) to znani aktorzy, jedna córka.

## Wybrana filmografia
- Risk (2007)
- Deewaanapan (2002)
- Kranti Kranti (2002) Rati Agnihotri
- DusDus (1997) (Incomplete)
- Himalay Putra (1997) Hema Malini
- Eena Meena Deeka (1994)
- Ekka Raja Rani (1994) Ashwini Bhave
- Kshatriya (1993) Meenakshi Sheshadri
- Insaniyat Ke Devta (1993) Jayaprada
- Farishtay (1991) Sridevi
- Parampara (1992) Ashwini Bhave/Ramaya
- Khoon Ka Karz (1991) Dimple Kapadia
- Jurm (1990) Meenakshi Sheshadri/Sangeeta
- Chandni (1989) Sridevi/Juhi Chawla
- Dayavan (1988) Madhuri Dixit
- Insaaf (1987) Dimple Kapadia
- Satya Mev Jayate (1987) Meenakshi Sheshadri
- The Burning Train (1980) Parveen Babi
- Qurbani (1980) Zeenat Aman
- Main Tulsi Tere Aangan Ki (1978) Neeta Mehta
- Muqaddar Ka Sikander (1978) Raakhee
- Amar Akbar Anthony (1978) Shabana Azmi
- Aakhri Daku (1978)
- Parvarish (1977) Shabana Azmi
- Khoon Pasina (1977)
- Hera Pheri (1976) Sulakshana Pandit
- Zameer (1975)
- Haath Ki Safai (1974) Simi Garewal
- Mera Gaon Mera Desh (1971) Laxmichaya
- Reshma Aur Shera (1971) Raakhee
- Mere Apne (1971) Yogeeta Bali
- Sachaa Jhutha (1970) Faryal
- Aan Milo Sajna (1970) Indrani Mukherji
- Purab Aur Paschim (1970) Bharti
- Man Ka Meet (1968) Leena Chandavarkar